# سيرغو كوتريكادزه
سيرغو كوتريكادزه (مواليد 9 أغسطس 1936) هو لاعب كرة قدم. لعب مع منتخب الاتحاد السوفييتي لكرة القدم. سبق له أن لعب في كأس العالم لكرة القدم مع منتخب بلاده.

## روابط خارجية
- سيرغو كوتريكادزه على موقع الاتحاد الدولي (مؤرشف)  (الإنجليزية)
- سيرغو كوتريكادزه على موقع قاعدة بيانات كرة القدم.إي يو (الإنجليزية)